# John Schneider (autocoureur)
John Schneider (Dallas, Texas, 14 juli 1938) is een Amerikaans autocoureur. In 1997 won hij de 24 uur van Daytona.

## Carrière
Schneider begon zijn autosportcarrière in 1983 in de IMSA GT, waarin hij in een Porsche 924 voor Performance Motorsports reed. Hij bleef tot 1985 in deze auto rijden. Dat jaar kwam hij ook in een Pontiac Firebird uit in de Trans-Am Series. In 1986 reed hij voor Performance in de Trans-Am in een Buick Somerset. Daarnaast reed hij de 24 uur van Daytona voor Outlaw Racing in een Argo. In 1987 reed hij in Daytona in een Tiga voor Cosmik-Roy Baker Racing, en reed hij opnieuw in de Somerset in de Trans-Am. In 1988 kwam hij in Daytona uit voor Diman Racing in een Royale. Daarnaast reed hij voor Essex Racing Services in een aantal IMSA GT-races in een Tiga en voor Performance in een aantal Trans-Am-races in een Chevrolet Corvette.
Tussen 1989 en 1994 nam Schneider deel aan geen enkele race. In 1995 keerde hij terug in het IMSA Supercar Championship in een Nissan 300ZX. In 1996 stapte hij over naar het World Sportscar Championship, waarin hij voor Bobby Brown Motorsports uitkwam in een Spice. Hij behaalde hierin echter weinig succes. In 1997 maakte hij in de 24 uur van Daytona deel uit van het team Dyson Racing, dat met een Riley & Scott aan de race deelnam. Samen met Rob Dyson, James Weaver, Butch Leitzinger, Andy Wallace, John Paul jr. en Elliott Forbes-Robinson behaalde hij de eindzege. Na deze overwinning stopte hij weer tijdelijk met de autosport, voordat hij in 2002 terugkeerde in Daytona. Hij reed hier in een Riley & Scott voor TRV Motorsport, maar kwam niet aan de finish. Dit was tevens zijn laatste race als professioneel coureur.